# CSV渋谷
CSV渋谷（しーえすぶいしぶや）は、東京都渋谷区神南1丁目15-5（渋谷公園通り沿い）にかつて存在したレコード店、オーディオ&ビジュアル・ショップ。1985年11月29日開業。
セゾングループが1983年に開業した開店したWAVEに触発され、ダイエーグループにより設立された。

## 概要
1階はレコード売り場、2階は楽器・映像機器売り場となっていた。1階の「GALAステージ」には、プリンセスプリンセス、GO-BANG'S、BUCK-TICKなどが出演し、イベントも可能な控え室があった。また、2階にはレコーディングスタジオ、映像編集スタジオがあった。
レコードショップはフールズメイト編集長である北村昌士が主宰する「イースタンワークス」のスタッフが多く関わり、楽器店・レコーディングスタジオはクリエイター集団「京浜兄弟社」のメンバーが多く関わっていた。 
レコード販売だけではなく企画も行っており、カセットマガジン『Hil-de（ヒルデ）』など、音楽・映像コンテンツを多く制作していた。映像制作スタッフは富士フイルムの出資会社「富士マグネテープ」（後のAXIA）が主催する「FUJI AV LIVE」を手がけていた。
ミュージシャン発掘にも力を入れており、コンビニエンスストアのサンチェーン（現：ローソン）が冠スポンサーとなった音楽コンテスト「サンチェーン・ミュージック・バトルロイヤル」を開催していた。デモテープコンテストやインディーズ音源の店頭販売などを通じて若手アーティストを世に送り出し、流行に敏感な若者が集まる最先端の音楽発信地となっていた。
ダイエーの撤退後は、新宿「UK EDISON」（のちライカエジソン東京店）の関連店舗となっていた。
1988年1月17日閉店。テナントはブライダルショップが引き継いだ。